# 80° westerlengte
80° westerlengte (ten opzichte van de nulmeridiaan) is een meridiaan of lengtegraad, onderdeel van een geografische positieaanduiding in bolcoördinaten. De lijn loopt van de Noordpool langs de Noordelijke IJszee, Noord-Amerika, de Atlantische Oceaan, de Caraïbische Zee, Midden-Amerika, Zuid-Amerika, de Grote Oceaan, de Zuidelijke Oceaan, Antarctica tot de Zuidpool.
De meridiaan op 80° westerlengte vormt een grootcirkel met de meridiaan op 100° oosterlengte. 
De meridiaanlijn beginnend bij de Noordpool en eindigend bij de Zuidpool gaat door de volgende landen, gebieden of zeeën:
| Land, gebied of zee     | Nauwkeurigere gegevens |
| ----------------------- | --- |
| Noordelijke IJszee      | |
| Canada                  | Nunavut - Ellesmere Island, Devoneiland |
| Baffinbaai              | |
| Canada                  | Nunavut - Byloteiland, Baffineiland en Jens Munkeiland |
| Hudsonbaai en Jamesbaai | (dwarst Flaherty-eiland in de Hudsonbaai) |
| Canada                  | Ontario |
| Eriemeer                | |
| Verenigde Staten        | Pennsylvania (meridiaan doorkruist Pittsburgh), West Virginia, Virginia, North Carolina, South Carolina (meridiaan doorkruist Charleston)                                                      |
| Atlantische Oceaan      | |
| Cuba                    | Villa Clara, Sancti Spíritus |
| Caraïbische Zee         | |
| Kaaimaneilanden         | Little Cayman |
| Caraïbische Zee         | |
| Panama                  | Colón, Panama Oeste |
| Golf van Panama         | |
| Panama                  | Los Santos |
| Grote Oceaan            | |
| Ecuador                 | Esmeraldas, Manabí, Guayas, El Oro, Loja |
| Peru                    | Piura, Lambayeque |
| Grote Oceaan            | |
| Zuidelijke Oceaan       | |
| Antarctica              | Antártica, onderdeel van de provincie Antártica Chilena geclaimd door Chili, meridiaan is ook de westelijke grens van het Brits Antarctisch Territorium geclaimd door het Verenigd Koninkrijk. |